# Liste des sites et monuments classés de la wilaya de Ouargla
Cet article présente une liste des sites et monuments classés de la wilaya de Ouargla, en Algérie.

## Liste

### Ouargla
| Id    | Identification du bien                             | Datation        | Commune | Coordonnées    | Catégorie du classement                     | Mesures et date de protection | Date de publication au Journal Officiel | Illustration    |                       |
| ----- | -------------------------------------------------- | --------------- | ------- | -------------- | ------------------------------------------- | --- | --------------------------------------- | --------------- | --------------------- |
| 30-2  | Musée communal saharien                            | Contemporaine   | Ouargla | à géolocaliser | Classé                                      | Inscrit sur l'inventaire général des biens culturels immobiliers par arrêté du 14/07/2007, après avis favorable de la commission nationale des biens culturels tenu le 12/10/2006. | N° 60 du 26/09/2007                     |                 | Télécharger une image |
| 30-3  | Ruines de Sédrata                                  | Médiévale       | Ouargla | à géolocaliser | Classé                                      | Classé parmi les sites et monuments historiques en date de 24/09/1954, Conformément à l'article 62 de l'ordonnance N° 67-281 du 20/12/1967                                         | N° 7 du 23/01/1068                      |                 | Télécharger une image |
| 30-4  | Bordj Lahmar                                       | Contemporaine   | Ouargla | à géolocaliser | Inscription sur l'inventaire supplémentaire | Inscrit sur l'inventaire supplémentaire Arrêté signé par le wali N° 1876 du 13/12/2009                                                                                             | Arrêté non pub au journal officiel      | Image manquante | Télécharger une image |
| 30-19 | Ksar Ben Idriss                                    | Moderne         | Ouargla | à géolocaliser | Inscription sur l'inventaire supplémentaire | Inscrit sur l'inventaire supplémentaire Arrêté signé par le wali N° 1889 du 13/12/2009                                                                                             | Arrêté non pub au journal officiel      |                 | Télécharger une image |
| 30-25 | Ksar Rouisset                                      | Médiévale       | Ouargla | à géolocaliser | Inscription sur l'inventaire supplémentaire | Inscrit sur l'inventaire supplémentaire Arrêté signé par le wali N° 1883 du 13/12/2009                                                                                             | Arrêté non pub au journal officiel      |                 | Télécharger une image |
| 30-30 | Mausolée Cheikh Abi Amar Abd El Kafi               | Médiévale       | Ouargla | à géolocaliser | Inscription sur l'inventaire supplémentaire | Inscrit sur l'inventaire supplémentaire Arrêté signé par le wali N° 1881 du 13/12/2009                                                                                             | Arrêté non pub au journal officiel      | Image manquante | Télécharger une image |
| 30-43 | Musée Communal moudjahid (ex Eglise)               | Contemporaine   | Ouargla | à géolocaliser | Inscription sur l'inventaire supplémentaire | Inscrit sur l'inventaire supplémentaire Arrêté signé par le wali N° 153 du 02/03/2010                                                                                              | Arrêté non pub au journal officiel      | Image manquante | Télécharger une image |
| 30-44 | Puits Bimandil                                     | Aucune datation | Ouargla | à géolocaliser | Inscription sur l'inventaire supplémentaire | Inscrit sur l'inventaire supplémentaire Arrêté signé par le wali N° 1828 du 09/12/2009                                                                                             | Arrêté non pub au journal officiel      | Image manquante | Télécharger une image |
| 30-46 | Réservoirs d'eau                                   | Contemporaine   | Ouargla | à géolocaliser | Inscription sur l'inventaire supplémentaire | Inscrit sur l'inventaire supplémentaire Arrêté signé par le wali N° 1826 du 09/12/2009                                                                                             | Arrêté non pub au journal officiel      | Image manquante | Télécharger une image |
| 30-48 | Site Archéologique (Ark El Touareg)                | Préhistorique   | Ouargla | à géolocaliser | Inscription sur l'inventaire supplémentaire | Inscrit sur l'inventaire supplémentaire Arrêté signé par le wali N° 1880 du 13/12/2009                                                                                             | Arrêté non pub au journal officiel      | Image manquante | Télécharger une image |
| 30-50 | Site Archéologique dit le grand 'Erg oriental      | Préhistorique   | Ouargla | à géolocaliser | Inscription sur l'inventaire supplémentaire | Inscrit sur l'inventaire supplémentaire Arrêté signé par le wali N° 1839 du 09/12/2009                                                                                             | Arrêté non pub au journal officiel      | Image manquante | Télécharger une image |
| 30-51 | Site archéologique Djbal Abad                      | Aucune datation | Ouargla | à géolocaliser | Inscription sur l'inventaire supplémentaire | Inscrit sur l'inventaire supplémentaire Arrêté signé par le wali N° 1888 du 13/12/2009                                                                                             | Arrêté non pub au journal officiel      | Image manquante | Télécharger une image |
| 30-53 | Site archéologique Kéf El Soltane                  | Préhistorique   | Ouargla | à géolocaliser | Inscription sur l'inventaire supplémentaire | Inscrit sur l'inventaire supplémentaire Arrêté signé par le wali N° 1874 du 13/12/2009                                                                                             | Arrêté non pub au journal officiel      | Image manquante | Télécharger une image |
| 30-55 | Site Damous El Ksar (passage souterrain)           | Moderne         | Ouargla | à géolocaliser | Inscription sur l'inventaire supplémentaire | Inscrit sur l'inventaire supplémentaire Arrêté signé par le wali N° 1884 du 13/12/2009                                                                                             | Arrêté non pub au journal officiel      | Image manquante | Télécharger une image |
| 30-56 | Sites archéologiques Bordj Melala et Hassi Mouilah | Préhistorique   | Ouargla | à géolocaliser | Inscription sur l'inventaire supplémentaire | Inscrit sur l'inventaire supplémentaire Arrêté signé par le wali N° 1892 du 13/12/2009                                                                                             | Arrêté non pub au journal officiel      | Image manquante | Télécharger une image |
| 30-58 | Tribunal (Mahkama)                                 | Médiévale       | Ouargla | à géolocaliser | Inscription sur l'inventaire supplémentaire | Inscrit sur l'inventaire supplémentaire Arrêté signé par le wali N° 1875 du 13/12/2009                                                                                             | Arrêté non pub au journal officiel      | Image manquante | Télécharger une image |
| 30-60 | Ksar de Ouargla                                    | Médiévale       | Ouargla | à géolocaliser | Secteur sauvegardé                          | Créé et délimité en secteur sauvegardé par Décret Exécutif n° 11-142 du 28/03/2011, après avis favorable de la commission nationale des biens culturels tenu le 17/12/2008.        | N° 20 du 30/03/2011                     |                 | Télécharger une image |

### Touggourt
| Id    | Identification du bien                    | Datation      | Commune   | Coordonnées    | Catégorie du classement                     | Mesures et date de protection | Date de publication au Journal Officiel | Illustration    |                       |
| ----- | ----------------------------------------- | ------------- | --------- | -------------- | ------------------------------------------- | --- | --------------------------------------- | --------------- | --------------------- |
| 30-1  | Mosquée El Atik Béni Djellab de Touggourt | Moderne       | Touggourt | à géolocaliser | Classé                                      | Classé sur la liste des biens culturels par arrêté du 28/04/2016, après avis conforme de la commission nationale des biens culturels tenu le 15/09/2015. | N° 34 du 08/06/2016                     |                 | Télécharger une image |
| 30-7  | Centre de Torture                         | Contemporaine | Touggourt | à géolocaliser | Inscription sur l'inventaire supplémentaire | Inscrit sur l'inventaire supplémentaire Arrêté signé par le wali N° 1877 du 13/12/2009                                                                   | Arrêté non pub au journal officiel      | Image manquante | Télécharger une image |
| 30-11 | Ecole El Filah                            | Contemporaine | Touggourt | à géolocaliser | Inscription sur l'inventaire supplémentaire | Inscrit sur l'inventaire supplémentaire Arrêté signé par le wali N° 1832 du 13/12/2009                                                                   | Arrêté non pub au journal officiel      | Image manquante | Télécharger une image |
| 30-15 | Ksar à Zaouïa                             | Médiévale     | Touggourt | à géolocaliser | Inscription sur l'inventaire supplémentaire | Inscrit sur l'inventaire supplémentaire Arrêté signé par le wali N° 1830 du 13/12/2009                                                                   | Arrêté non pub au journal officiel      | Image manquante | Télécharger une image |
| 30-29 | Ksar Touggourt (Quartier Moustawa)        | Moderne       | Touggourt | à géolocaliser | Inscription sur l'inventaire supplémentaire | Inscrit sur l'inventaire supplémentaire Arrêté signé par le wali N° 1856 du 13/12/2009                                                                   | Arrêté non pub au journal officiel      |                 | Télécharger une image |
| 30-35 | Monument Historique (Bordj Divic)         | Moderne       | Touggourt | à géolocaliser | Inscription sur l'inventaire supplémentaire | Inscrit sur l'inventaire supplémentaire Arrêté signé par le wali N° 1827 du 13/12/2009                                                                   | Arrêté non pub au journal officiel      | Image manquante | Télécharger une image |
| 30-47 | Siège de la radio                         | Contemporaine | Touggourt | à géolocaliser | Inscription sur l'inventaire supplémentaire | Inscrit sur l'inventaire supplémentaire Arrêté signé par le wali N° 1838 du 13/12/2009                                                                   | Arrêté non pub au journal officiel      | Image manquante | Télécharger une image |
| 30-59 | Zaouïa Sidi El Hachimi                    | Médiévale     | Touggourt | à géolocaliser | Inscription sur l'inventaire supplémentaire | Inscrit sur l'inventaire supplémentaire Arrêté signé par le wali N° 1831 du 13/12/2009                                                                   | Arrêté non pub au journal officiel      | Image manquante | Télécharger une image |

### El Hadjira
| Id    | Identification du bien                 | Datation        | Commune    | Coordonnées    | Catégorie du classement                     | Mesures et date de protection                                                          | Date de publication au Journal Officiel | Illustration    |                       |
| ----- | -------------------------------------- | --------------- | ---------- | -------------- | ------------------------------------------- | -------------------------------------------------------------------------------------- | --------------------------------------- | --------------- | --------------------- |
| 30-6  | Bordj Sif F'tima                       | Médiévale       | El Hadjira | à géolocaliser | Inscription sur l'inventaire supplémentaire | Inscrit sur l'inventaire supplémentaire Arrêté signé par le wali N° 1833 du 13/12/2009 | Arrêté non pub au journal officiel      | Image manquante | Télécharger une image |
| 30-8  | Centre de Torture                      | Contemporaine   | El Hadjira | à géolocaliser | Inscription sur l'inventaire supplémentaire | Inscrit sur l'inventaire supplémentaire Arrêté signé par le wali N° 1834 du 13/12/2009 | Arrêté non pub au journal officiel      | Image manquante | Télécharger une image |
| 30-12 | Grotte El Alouia                       | Contemporaine   | El Hadjira | à géolocaliser | Inscription sur l'inventaire supplémentaire | Inscrit sur l'inventaire supplémentaire Arrêté signé par le wali N° 1887 du 13/12/2009 | Arrêté non pub au journal officiel      | Image manquante | Télécharger une image |
| 30-13 | Grotte El Khadriat                     | Contemporaine   | El Hadjira | à géolocaliser | Inscription sur l'inventaire supplémentaire | Inscrit sur l'inventaire supplémentaire Arrêté signé par le wali N° 1886 du 13/12/2009 | Arrêté non pub au journal officiel      | Image manquante | Télécharger une image |
| 30-14 | Grotte El Rola                         | Contemporaine   | El Hadjira | à géolocaliser | Inscription sur l'inventaire supplémentaire | Inscrit sur l'inventaire supplémentaire Arrêté signé par le wali N° 1885 du 13/12/2009 | Arrêté non pub au journal officiel      | Image manquante | Télécharger une image |
| 30-18 | Ksar Baghdad                           | Médiévale       | El Hadjira | à géolocaliser | Inscription sur l'inventaire supplémentaire | Inscrit sur l'inventaire supplémentaire Arrêté signé par le wali N° 1857 du 13/12/2009 | Arrêté non pub au journal officiel      | Image manquante | Télécharger une image |
| 30-20 | Ksar El Alia                           | Médiévale       | El Hadjira | à géolocaliser | Inscription sur l'inventaire supplémentaire | Inscrit sur l'inventaire supplémentaire Arrêté signé par le wali N° 1858 du 13/12/2009 | Arrêté non pub au journal officiel      | Image manquante | Télécharger une image |
| 30-37 | Monument Historique Rakobat El Djahala | Aucune datation | El Hadjira | à géolocaliser | Inscription sur l'inventaire supplémentaire | Inscrit sur l'inventaire supplémentaire Arrêté signé par le wali N° 1823 du 13/12/2009 | Arrêté non pub au journal officiel      | Image manquante | Télécharger une image |

### Autres communes
| Id    | Identification du bien                   | Datation        | Commune            | Coordonnées    | Catégorie du classement                     | Mesures et date de protection | Date de publication au Journal Officiel | Illustration    |                       |
| ----- | ---------------------------------------- | --------------- | ------------------ | -------------- | ------------------------------------------- | --- | --------------------------------------- | --------------- | --------------------- |
| 30-5  | Bordj Rano                               | Contemporaine   | Nezla              | à géolocaliser | Inscription sur l'inventaire supplémentaire | Inscrit sur l'inventaire supplémentaire Arrêté signé par le wali N° 1829 du 13/12/2009                                                                                      | Arrêté non pub au journal officiel      | Image manquante | Télécharger une image |
| 30-9  | Centre de Torture (El Alia)              | Contemporaine   | Tebesbest          | à géolocaliser | Inscription sur l'inventaire supplémentaire | Inscrit sur l'inventaire supplémentaire Arrêté signé par le wali N° 1825 du 13/12/2009                                                                                      | Arrêté non pub au journal officiel      | Image manquante | Télécharger une image |
| 30-10 | Dar El Kadi                              | Moderne         | Megarine           | à géolocaliser | Inscription sur l'inventaire supplémentaire | Inscrit sur l'inventaire supplémentaire Arrêté signé par le wali N° 1854 du 13/12/2009                                                                                      | Arrêté non pub au journal officiel      | Image manquante | Télécharger une image |
| 30-16 | Ksar Adjadja El Atik                     | Médiévale       | Aïn Beida          | à géolocaliser | Inscription sur l'inventaire supplémentaire | Inscrit sur l'inventaire supplémentaire Arrêté signé par le wali N° 1890 du 13/12/2009                                                                                      | Arrêté non pub au journal officiel      | Image manquante | Télécharger une image |
| 30-17 | Ksar Angoussa                            | Médiévale       | N'Goussa           | à géolocaliser | Inscription sur l'inventaire supplémentaire | Inscrit sur l'inventaire supplémentaire Arrêté signé par le wali N° 1861 du 13/12/2009                                                                                      | Arrêté non pub au journal officiel      | Image manquante | Télécharger une image |
| 30-21 | Ksar El Chat                             | Médiévale       | Aïn Beida          | à géolocaliser | Inscription sur l'inventaire supplémentaire | Inscrit sur l'inventaire supplémentaire Arrêté signé par le wali N° 1891 du 13/12/2009                                                                                      | Arrêté non pub au journal officiel      | Image manquante | Télécharger une image |
| 30-22 | Ksar El Hadjira                          | Médiévale       | El Allia           | à géolocaliser | Inscription sur l'inventaire supplémentaire | Inscrit sur l'inventaire supplémentaire Arrêté signé par le wali N° 1859 du 13/12/2009                                                                                      | Arrêté non pub au journal officiel      | Image manquante | Télécharger une image |
| 30-23 | Ksar El Kadim                            | Médiévale       | El Allia           | à géolocaliser | Inscription sur l'inventaire supplémentaire | Inscrit sur l'inventaire supplémentaire Arrêté signé par le wali N° 1882 du 13/12/2009                                                                                      | Arrêté non pub au journal officiel      | Image manquante | Télécharger une image |
| 30-24 | Ksar El Makarine                         | Médiévale       | Megarine           | à géolocaliser | Inscription sur l'inventaire supplémentaire | Inscrit sur l'inventaire supplémentaire Arrêté signé par le wali N°1855 du 13/12/2009                                                                                       | Arrêté non pub au journal officiel      | Image manquante | Télécharger une image |
| 30-26 | Ksar Sidi khouiled                       | Médiévale       | Sidi Khouiled      | à géolocaliser | Inscription sur l'inventaire supplémentaire | Inscrit sur l'inventaire supplémentaire Arrêté signé par le wali N° 1860 du 13/12/2009                                                                                      | Arrêté non pub au journal officiel      | Image manquante | Télécharger une image |
| 30-27 | Ksar Tabasbast                           | Médiévale       | Tebesbest          | à géolocaliser | Inscription sur l'inventaire supplémentaire | Inscrit sur l'inventaire supplémentaire Arrêté signé par le wali N° 1870 du 13/12/2009                                                                                      | Arrêté non pub au journal officiel      | Image manquante | Télécharger une image |
| 30-28 | Ksar Tala (Ramra)                        | Médiévale       | Megarine           | à géolocaliser | Inscription sur l'inventaire supplémentaire | Inscrit sur l'inventaire supplémentaire Arrêté signé par le wali N° 1869 du 13/12/2009                                                                                      | Arrêté non pub au journal officiel      | Image manquante | Télécharger une image |
| 30-31 | Mausolée Chioukh Beni Djalab             | Médiévale       | Tebesbest          | à géolocaliser | Inscription sur l'inventaire supplémentaire | Inscrit sur l'inventaire supplémentaire Arrêté signé par le wali N° 1825 du 13/12/2009                                                                                      | Arrêté non pub au journal officiel      | Image manquante | Télécharger une image |
| 30-32 | Mausolée Sidi Bouhania                   | Médiévale       | Blidet Amor        | à géolocaliser | Inscription sur l'inventaire supplémentaire | Inscrit sur l'inventaire supplémentaire Arrêté signé par le wali N° 1867 du 13/12/2009                                                                                      | Arrêté non pub au journal officiel      | Image manquante | Télécharger une image |
| 30-33 | Mausolée Sidi Mohamed Ben Yahia          | Médiévale       | Nezla              | à géolocaliser | Inscription sur l'inventaire supplémentaire | Inscrit sur l'inventaire supplémentaire Arrêté signé par le wali N° 1873 du 13/12/2009                                                                                      | Arrêté non pub au journal officiel      | Image manquante | Télécharger une image |
| 30-34 | Mausolée Sidi Mohamed El Sayah           | Médiévale       | Blidet Amor        | à géolocaliser | Inscription sur l'inventaire supplémentaire | Inscrit sur l'inventaire supplémentaire Arrêté signé par le wali N° 1868 du 13/12/2009                                                                                      | Arrêté non pub au journal officiel      | Image manquante | Télécharger une image |
| 30-36 | Monument historique El Bordj             | Moderne         | El Allia           | à géolocaliser | Inscription sur l'inventaire supplémentaire | Inscrit sur l'inventaire supplémentaire Arrêté signé par le wali N° 1822 du 13/12/2009                                                                                      | Arrêté non pub au journal officiel      | Image manquante | Télécharger une image |
| 30-38 | Mosquée El Atik à Baldat Omar            | Médiévale       | Blidet Amor        | à géolocaliser | Inscription sur l'inventaire supplémentaire | Inscrit sur l'inventaire supplémentaire Arrêté signé par le wali N° 1864 du 13/12/2009                                                                                      | Arrêté non pub au journal officiel      | Image manquante | Télécharger une image |
| 30-39 | Mosquée El Atik à El Chika               | Médiévale       | El Allia           | à géolocaliser | Inscription sur l'inventaire supplémentaire | Inscrit sur l'inventaire supplémentaire Arrêté signé par le wali N° 1879 du 13/12/2009                                                                                      | Arrêté non pub au journal officiel      | Image manquante | Télécharger une image |
| 30-40 | Mosquée El Atik à Sidi Khouiled          | Médiévale       | Sidi Khouiled      | à géolocaliser | Inscription sur l'inventaire supplémentaire | Inscrit sur l'inventaire supplémentaire Arrêté signé par le wali N° 1863 du 13/12/2009                                                                                      | Arrêté non pub au journal officiel      | Image manquante | Télécharger une image |
| 30-41 | Mosquée Sidi Kacem                       | Médiévale       | Tebesbest          | à géolocaliser | Inscription sur l'inventaire supplémentaire | Inscrit sur l'inventaire supplémentaire Arrêté signé par le wali N° 1871 du 13/12/2009                                                                                      | Arrêté non pub au journal officiel      |                 | Télécharger une image |
| 30-42 | Mosquée Sidi Salah                       | Médiévale       | N'Goussa           | à géolocaliser | Inscription sur l'inventaire supplémentaire | Inscrit sur l'inventaire supplémentaire Arrêté signé par le wali N° 1862 du 13/12/2009                                                                                      | Arrêté non pub au journal officiel      | Image manquante | Télécharger une image |
| 30-45 | Puits Massaoud                           | Aucune datation | Hassi Messaoud     | à géolocaliser | Inscription sur l'inventaire supplémentaire | Inscrit sur l'inventaire supplémentaire Arrêté signé par le wali N° 1865 du 13/12/2009                                                                                      | Arrêté non pub au journal officiel      |                 | Télécharger une image |
| 30-49 | Site Archéologique (la bataille de Tala) | Moderne         | El Allia           | à géolocaliser | Inscription sur l'inventaire supplémentaire | Inscrit sur l'inventaire supplémentaire Arrêté signé par le wali N° 1835 du 13/12/2009                                                                                      | Arrêté non pub au journal officiel      | Image manquante | Télécharger une image |
| 30-52 | Site Archéologique el Bakrat             | Préhistorique   | Hassi Ben Abdellah | à géolocaliser | Inscription sur l'inventaire supplémentaire | Inscrit sur l'inventaire supplémentaire Arrêté signé par le wali N° 1836 du 13/12/2009                                                                                      | Arrêté non pub au journal officiel      | Image manquante | Télécharger une image |
| 30-54 | Site Archéologique Toumiat               | Aucune datation | El Allia           | à géolocaliser | Inscription sur l'inventaire supplémentaire | Inscrit sur l'inventaire supplémentaire Arrêté signé par le wali N° 1824 du 13/12/2009                                                                                      | Arrêté non pub au journal officiel      | Image manquante | Télécharger une image |
| 30-57 | Stèle Tissarouine                        | Moderne         | Zaouia El Abidia   | à géolocaliser | Inscription sur l'inventaire supplémentaire | Inscrit sur l'inventaire supplémentaire Arrêté signé par le wali N° 1837 du 13/12/2009                                                                                      | Arrêté non pub au journal officiel      | Image manquante | Télécharger une image |
| 30-61 | Ksar de Témacine                         | Médiévale       | Tamacine           | à géolocaliser | Secteur sauvegardé                          | Créé et délimité en secteur sauvegardé par Décret Exécutif n° 13-184 du 06/05/2013, après avis favorable de la commission nationale des biens culturels tenu le 13/06/2011. | N° 26 du 15/05/2013                     |                 | Télécharger une image |